# Emil Lang
Emil Lang (Leibertingen, 14 gennaio 1909 – Overhespen, 3 settembre 1944) è stato un aviatore e ufficiale tedesco che prestò servizio nella Luftwaffe durante la seconda guerra mondiale.
Con un totale di 173 vittorie aeree, di cui 144 al fronte orientale e 29 in quello fronte occidentale, e un sommergibile affondato in complessive 403 missioni di guerra, fu uno dei migliori assi tedeschi e di sempre.

## Biografia
Emil Lang nacque a Thalheim, attuale frazione di Leibertingen, Baden-Württemberg, il 14 gennaio 1909. Pilota di linea per la Lufthansa, il 26 agosto 1939 venne arruolato nella Luftwaffe come pilota di aerei da trasporto in un reparto stanziato a Gablingen. Solo nel 1942, a 33 anni, venne introdotto all'addestramento sui caccia: dal 3 luglio al 14 agosto frequentò la Jagdflieger Vorschule 1 (scuola di preparazione per piloti di caccia 1) e dal 15 agosto 1942 al 5 gennaio 1943 la Jagdfliegerschule 5 (5ª scuola di caccia aerea). Il 6 gennaio passò all'Ergänzungs-Jagdgruppe Ost (gruppo complementare caccia est) e l'11 febbraio al 54º stormo caccia (Jagdgeschwader 54, JG 54), impegnato nel fronte orientale contro l'Unione Sovietica. In quel momento il Leutnant (sottotenente) Emil Lang aveva 34 anni, un'età piuttosto alta rispetto alla media dei piloti alle prime armi. Abbatté il suo primo aereo nel marzo 1943 in servizio con la 1ª squadriglia del JG 54 (1./JG 54) e nel giro di un mese venne trasferito alla 5./JG 54, di cui divenne comandante (Staffelkapitän) il 20 agosto 1943.
Prima della fine dell'anno Lang raggiunse le cento vittorie personali, comprese le settantadue ottenute nella zona di Kiev in sole tre settimane, tra ottobre e novembre. Da segnalare in particolare i dodici aerei abbattuti in tre distinte missioni tutte effettuate il 21 ottobre, fatto che gli portò una citazione nel Wehrmachtbericht, il bollettino di guerra della Wehrmacht, e le diciotto vittorie del 3 novembre, un record tuttora imbattuto. Il Berliner Illustrirte Zeitung celebrò l'evento dedicando a Lang la copertina della rivista del 13 gennaio 1944. Dopo aver raggiunto le 119 vittorie venne decorato con la Croce di Cavaliere della Croce di Ferro il 22 novembre 1943, seguita tre giorni dopo dalla medaglia d'oro dell'Ordine militare della Croce Tedesca. Promosso Oberleutnant (tenente), il 9 aprile 1944 venne nominato Staffelkapitän della 9./JG 54 con il compito di difendere i cieli del Reich. Raggiunti i 144 successi personali, tutti reclamati al fronte orientale, l'11 aprile venne premiato con le fronde di quercia da aggiungere alla Croce di Cavaliere.
A giugno rivendicò altre quindici vittorie, inclusa la 150ª contro un cacciabombardiere Republic P-47 Thunderbolt dell'USAAF il 14 giugno. Ora Hauptmann (capitano), il 28 giugno divenne il comandante (Gruppenkommandeur) del II gruppo del Jagdgeschwader 26 (II./JG 26). Il 9 luglio abbatté tre caccia SUpermarine Spitfire della Royal Air Force, il 15 agosto due P-47 e il 25 agosto tre caccia pesanti P-38 Lightning. Le sue ultime tre vittorie (dalla 171ª alla 173ª) furono tre Spitfire abbattuti in due missioni il 26 agosto.
Lang venne ucciso in azione il 3 settembre 1944 quando il suo Focke Wulf Fw 190 A-8 venne colpito e si schiantò al suolo a Overhespen, in Belgio. Decollato alle 13:30 insieme ad altri aerei da Melsbroek, Lang registrò quasi subito dei problemi tecnici al carrello d'atterraggio del suo aereo. Volando a circa 200 m d'altitudine il suo gregario Hans-Joachim Borreck avvistò dei P-47 a ore 6; l'aereo di Lang fu visto precipitare in fiamme col carrello completamente esteso, colpito dal tiro del caccia P-51 Mustang del Lieutenant (tenente) statunitense Darrell Cramer del 55th Fighter Group. Per un'altra fonte tuttavia ad abbattere Lang fu il Flight Lieutenant Terry Spencer ai comandi di uno Spitfire del No. 41 Squadron della RAF.
Il 28 settembre il comandante del JG 26, Josef Priller, fece richiesta per una promozione postuma di Lang a Major (maggiore). Nonostante l'appoggio del comandante del II. Jagdkorps (2º corpo aereo) Alfred Bülowius, la promozione postuma non arrivò mai.